# Itombwevliegenvanger
De Itombwevliegenvanger (Muscicapa itombwensis) is een vogelsoort uit de familie van de Muscicapidae (vliegenvangers). 

## Verspreiding en leefgebied
Deze soort is endemisch in Congo-Kinshasa.